# Bolivia (Kuba)
Bolivia ist eines von zehn Municipios in der Provinz Ciego de Ávila in Kuba.
Die Küstenregion der Bahía de Perros und der Bahía de Jigüe nördlich der Stadt Bolivia sind mit unzugänglichen Mangrovensümpfen bedeckt. Den einzigen Zugang zum Meer bildet der etwa elf Kilometer nördlich von Bolivia gelegene Playa Cunagua.
Die Region gestaltet sich fast vollständig eben, mit Ausnahme der weithin sichtbaren Loma de Cunagua.
Vor der Verwaltungsreform 1976 wurde der gesamte Municipio als Cunagua bezeichnet. Auf älteren Karten von ca. 1929 heißt die Region auch Judas. Auf diesen Namen deuten heute noch das Cayo Judas und der Küstenabschnitt Pasa de Judas hin.

## Tourismus
Die Loma de Cunagua (22,11° N, 78,45° W) ist ein weitgehend unberührtes Naturschutzgebiet (Area protegida).
Diese Hügellandschaft hat etwa zehn Kilometer Durchmesser und erreicht 330 m Höhe ü. M. und ist ein lohnendes Ziel für Naturbeobachtungen. Es gibt Aussichtspunkte, Einrichtungen für Öko-Tourismus und Wanderpfade unterschiedlichen Schwierigkeitsgrades, zum Beispiel 'Sendero Los Tocororos'. Das Gebiet ist über Moron gut zu erreichen.
Der Kontrollpunkt liegt am Südrand des Naturschutzgebiets in direkter Nähe der Landstraße Moron-Bolivia. Für Privatfahrzeuge ist der Zugang beschränkt, zu Fuß oder im Rahmen geführter Touren (auch per Fahrzeug) ist der Zutritt aber problemlos möglich.